# Глинск (Сумская область)
Глинск (укр. Глинськ) — село, Андрияшевская сельская община, Роменский район, Сумская область, Украина.

## Географическое положение
Село Глинск находится на правом берегу реки Сула, выше по течению на расстоянии в 1,5 км расположено село Сурмачевка, ниже по течению на расстоянии в 4 км расположено село Чеберяки, на противоположном берегу — село Мельники. Река в этом месте извилистая, образует лиманы, старицы и заболоченные озёра.

## История
На территории села Глинск люди селились издавна: обнаружены поселение эпохи неолита (IV тыс. до н. э.) и бронзы (II тыс. до н. э.), городище и курганный могильник скифских времён (VIII—III вв. до н. э.), городище северян и времён Киевской Руси. На возвышенности Могилки в селе имеются захоронения X—XI веков.
Современный Глинск часто отождествляют с средневековым Глинском — столицей Глинского княжества, входившего в состав Великого княжества Литовского. Сторонниками этой версии выступали историки М. К. Любавский, Ф. И. Леонтович, П. Г. Клепатский, Ф. Е. Петрунь, С. Дзядулевич, С. Кучиньский, М. Н. Тихомиров, В. П. Нерознак, А. В. Куза, Ю. Ю. Моргунов. В наши дни гипотезу о расположении древнего Глинска в Посулье поддерживают Е. В. Русина, Д. Колодзейчик, А. А. Астайкин, В. П. Гулевич и Е. Н. Осадчий. С ней согласны не все исследователи, поскольку первое достоверное упоминание Глинска на Суле относится лишь к 1627 году. Возможно, на его месте находился упоминаемый в родословии князей Глинских город Глинница.
С 1649 года Глинск стал центром Глинской сотни. Кроме сотника, городом управляла также ратуша. Во время освободительной войны украинского народа против Польши Глинская сотня воевала в составе Миргородского полка.
После 1654 года город в составе России. С 1659 года — в составе Лубенского полка.
В 1708—1709 гг. в районе Глинска происходили военные действия между русской и шведской армиями. 18 декабря 1708 года шведы совершали марш из Ромен в направлении Гадяча, мороз был такой лютый, что на дороге возле Глинска замёрзло 80 шведов. Их могилы не сохранились.
В последней четверти XVIII века в районе Глинска действовал отряд гайдамаков Семёна Гаркуши.
В 1782 году по именному указу Екатерины II Глинск получил статус города и стал уездным центром Черниговского наместничества, однако в 1796 году был выведен за штат и причислен к Малороссийской губернии, а с 1802 — к Роменскому уезду Полтавской губернии.
По данным переписи населения 1897 года в Глинске проживало 3533 чел., в том числе малороссы — 90,9 %; евреи — 7,7 %.
В 1923 году Глинск был лишён городского статуса и стал селом, центром Глинского района Роменского округа Полтавской губернии. С 15 октября 1932 года вошёл в новообразованную Черниговскую область в составе Украинской Советской Социалистической Республики.
10 января 1939 года Указом Президиума Верховного совета СССР Глинский район был из состава Черниговской области передан в новообразованную Сумскую область.
Во время Великой Отечественной войны в условиях немецкой оккупации в Глинске возникла подпольная организация, участники которой создали партизанский отряд. В 1943 году, с приближением к райцентру линии фронта, отряд предотвратил взрыв находившегося здесь моста через реку Сулу и удерживал мост до подхода советских войск, после чего вместе с подразделениями РККА участвовал в бою за освобождение Глинска.
По переписи 2001 года население составляло 1654 человека. Население по состоянию на 01.04.2024 года составляло 1201 человек.

## Объекты социальной сферы
- Школа.
- Школа-интернат.
- Глинский профессиональный аграрный лицей.
- Амбулатория.

## Достопримечательности
- Глинская крепость. Начала строиться в 1686 году. Доныне сохранились замчища городской цитадели и укрепления над рекой Сула.
- Церковь св. Николая, 1791 год.

## Известные люди
В селе родился герой Великой Отечественной войны Григорий Волнянский.